# Họ máy tính Minsk
Họ máy tính lớn Minsk được phát triển và sản xuất tại Byelorussia từ năm 1959 đến 1975. Tiến trình phát triển của nó sau này đã được ngừng lại để giải quyết vấn đề chính trị chuyển sang bản sao chép của IBM System/360.
Phiên bản nâng cao nhất là Minsk-32, phát triển vào năm, 1968. Hỗ trợ COBOL, FORTRAN và ALGAMS (một phiên bản của ALGOL). Phiên bản này và sau này sử dụng ngôn ngữ máy hướng đối tượng gọi là AKI (AvtoKod "Inzhener",). Nó đứng giữa hợp ngữ SSK (Sistema Simvolicheskogo Kodirovaniya, hay còn gọi là "mã biểu tượng hệ thống") và ngôn ngữ bậc cao hơn, như FORTRAN.